# Опольская ТЭС
Опольская ТЭС — тепловая электростанция на юго-западе Польши в регионе Верхняя Силезия. Расположена близ реки Одра, примерно в 100 км от угольных шахт.
Построена в середине 1990-х годов в составе четырёх энергоблоков единичной мощностью 370 МВт, рассчитанных на использование каменного угля. Помимо производства электроэнергии, осуществляет поставку тепла местным потребителям. В начале XXI века энергоблоки 2, 3 и 4 прошли модернизацию, проведённую компанией Alstom, направленную на повышение эффективности и снижение экологической нагрузки.
В 2009 году начали проект сооружения на ТЭС в Ополе двух новых блоков № 5 и № 6 мощностью по 900 МВт. Рассчитанные на использование технологии ультрасверхкритических параметров пара, они должны обеспечить эффективность производства электроэнергии на уровне 46 %. Также ожидается снижение на 20 % выбросов углекислого газа (в расчёте на единицу продукции). С учётом использования станции для централизованного теплоснабжения, проектной документацией предусмотрена возможность получения от дополнительных блоков тепловой энергии в эквиваленте 300 МВт.
В августе 2016 года на площадке станции начался монтаж первого генератора. В начале 2017 года велась подготовка к транспортировке водным путём турбинного оборудования с завода компании General Electric в Эльблонге. В целом ввод энергоблоков планируется на 2018 и 2019 годы. После завершения строительства блоков 5 и 6 Опольская ТЭС станет самой мощной польской станцией, работающей на каменном угле.